# Gardenie (metropolitana di Roma)
Gardenie è una fermata della linea C della metropolitana di Roma, ultimata e affidata all'ATAC per il pre-esercizio dal 12 maggio 2015. Si trova in piazzale delle Gardenie, al confine tra i quartieri Prenestino-Labicano e Prenestino-Centocelle.
I cantieri sono stati aperti a luglio 2007. La stazione è stata completata a gennaio 2015 e la sua apertura è avvenuta il 29 giugno 2015.

## Servizi
La stazione è accessibile da tre ingressi – due in Piazzale delle Gardenie e uno, collegato con un sottopasso, in viale della Primavera – e dispone di:
- Biglietteria automatica

## Interscambi
Nei pressi della stazione transitano numerose linee di autobus urbani e, a circa 400 metri di distanza, è situato il capolinea tramviario delle linee 5 e 19.
- Fermata tram (Gerani, linee 5 e 19)
- Fermata autobus ATAC